# Graduale triplex
Le Graduale triplex est un graduel publié par les Éditions de l'abbaye Saint-Pierre de Solesmes en 1979. L'ouvrage se présente comme « une édition du Graduale Romanum de 1974 sur laquelle ont été réportés [sic] en regard de chaque portée les neumes des plus anciens manuscrits de chant grégorien. »
Le titre complet de l'ouvrage est : Graduale triplex seu graduale romanum Pauli PP. VI cura recognitum & rhythmicis signis a solesmensibus monachis ornatum neumis laudunensibus (cod. 239) et sangallensibus (codicum san gallensis 359 et einsidlensis 121) nunc auctum.

## Histoire
En 1947, Higino Anglès fut nommé directeur de l'Institut pontifical de musique sacrée à Rome. Ce musicologue espagnol visita l'abbaye Saint-Pierre de Solesmes l'année suivante, afin de lancer son projet, une édition critique du graduel en grégorien. L'abbé Cozien de Solesmes accepta finalement cette proposition, en organisant une équipe de recherche composée de cinq moines, sous la direction de Dom Gajard.
Parmi ces moines, Dom Eugène Cardine, également professeur de l'Institut pontifical de musique sacrée depuis 1952, distingua une immense diversité dans les notations anciennes avant que Guido d'Arezzo n'invente sa propre notation avec quatre lignes au XIe siècle. Ainsi, Dom Cardine trouva 24 types de neumes et leurs variations afin de préciser le rythme et l'esthétique, dans la tradition sangallienne.
À mesure que les études sémiologiques progressaient, il était de plus en plus évident que d'une part, ni la notation moderne ni la notation neumatique carrée ne sont capables d'exprimer la finesse de l'articulation des anciens neumes, et que d'autre part, faute de connaissance correcte, il existe de nombreuses erreurs et confusions dans l'Édition Vaticane achevée au début du XXe siècle. De plus, ces études suggèrent que l'ancienne théorie rythmique de Solesmes, développée par Dom Mocquereau sous influence de la musique moderne, ne respectait pas la nature du chant grégorien, essentiellement construite sur l'accent du latin ainsi que théologiquement adaptée au texte.
Dans cette optique, Dom Cardine publia d'abord le Graduel neumé en 1966, à la base de l'Édition Vaticane sortie en 1908. Il ne s'agissait pas encore de l'édition critique. Le Graduale Triplex suivit ce livre de chant, mais une version considérablement améliorée avec les meilleurs neumes anciens et attentivement choisis.

## Neumes anciens

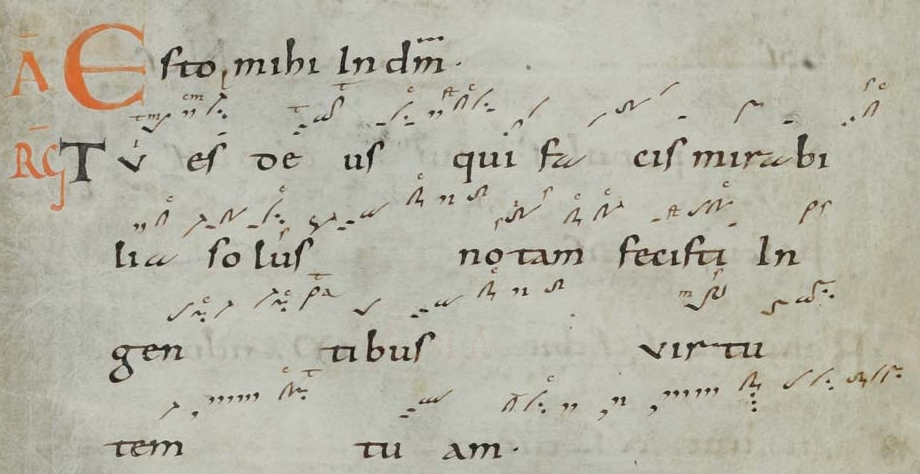
Cantatorium de Saint-Gall (vers 922-925), réservé aux chantres, à savoir solistes grégoriens. Très développé, mais effectivement précisé grâce aux neumes sangalliens.

Certes, l'Europe connaissait la notation à hauteur au moins depuis le VIe siècle, notamment celle de Boèce. Toutefois, la composition du chant grégorien, en dépit d'un chant monodique, était tellement évoluée que la priorité de la notation du chant grégorien était donnée à la précision de l'articulation, au lieu du degré. Surtout, les chants réservés aux solistes tel le cantatorium de Saint-Gall ne sont pas faciles à chanter, même pour les chanteurs professionnels de nos jours. C'est la raison pour laquelle il faut consulter les neumes anciens, de sorte que soit correctement rétablie la finesse d'expression conçue des notateurs carolingiens.

« Pour restituer la véritable intention du compositeur dont le sens musical profond souligne de façon raffinée l'expression monodique, il faut donc rectifier les signes des éditions rythmiques à la lumière des recherches faites depuis qu'ils ont été ajoutés à la Vaticane. »

— Dom Eugène Cardine, Sémiologie grégorienne, p. 122 (1978)

La solution trouvée par Dom Cardine était la publication intégrée de plusieurs types de neumes, afin de rétablir les renseignements vraiment riches, mais perdus depuis la notation à gros carrés. D'ailleurs, l'idée du graduel duplex en grégorien remonte au moins en 1876. Dans cette année-là, le musicologue allemand Michael Hermesdorff († 1885) publia à Leipzig sa 2e édition du Graduale ad norman cantus S. Gregorii, notation accompagnée des signes neumatiques utilisés aux XIIe et XIIIe siècles dans la région de Trèves.

## Caractéristique duGraduale triplex

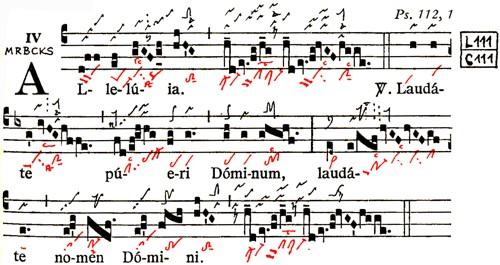
Graduale Triplex des Éditions de Solesmes (1979).

Étant donné que les neumes anciens manquaient d'intervalles corrects de sons, le Graduale triplex sorti en 1979 est essentiellement identique au Graduale Romanum publié en 1974, afin que les chanteurs puissent apprendre la mélodie.
D'une part, il s'agit des copies du manuscrit de Laon Ms 239, graduel attribué au IXe siècle. Ces graphies, imprimées en noir, sont les meilleurs neumes indiquant le rythme du chant grégorien, dans la tradition de la notation messine,. C'était Marie-Claire Billecocq, spécialiste de ce manuscrit et ancien élève de Dom Cardine auprès de l'Institut pontifical de musique sacrée, qui avait préparé ces neumes.
D'autre part, les neumes en rouge sont choisis dans les manuscrits de la tradition sangallienne, principalement ceux du cantatorium de Saint-Gall pour les chants de solistes ainsi que ceux de l'abbaye territoriale d'Einsiedeln pour d'autres. Il s'agit des meilleurs neumes grégoriens pour achever la finesse d'expression ainsi que de la principale base des éditions critiques au XXIe siècle. Son collaborateur était Dom Rupert Fischer (de)
Ces deux coopérateurs avaient participé à ce projet, en qualité des membres de l'Association internationale des études de chant grégorien, créée en 1975.

## Exemple de l'expression rétablie ainsi que de la méprise auXXesiècle
Il faut remarquer que la mélodie grégorienne conservait une immense uniformité, jusqu'à ce que la Renaissance arrive. Donc, l'expression du manuscrit Laon Ms 239 et celle de Saint-Gall étaient toujours identiques. Par exemple, pour les syllabes de no et Do dans « nomen Domini », deux termes pareillement et vraiment importants selon le contexte théologique, à la fin de la notation Alleluia du Graduale Triplex au-dessus, à savoir pour l'élan mi-fa-sol :
- Laon 239 : mi - fa - sol (rythmiquement, les sons mi et fa sont courts et légers, le sol est plus long)
- Cantatorium de Saint-Gall (no 111) : mi - fa > sol (ce neume sangallien s'appelle le salicus qui signifie au moins trois notes ascendantes dont l'avant-dernière est un oriscus ( ౧ ) ; ce dernier remarque aux chantres une tension mélodique vers le sommet, à savoir, il indique l'importance principale de la note qui suit immédiatement celui-ci[a 7].

Au contraire,
- notation à gros carrés du XXe siècle : mi - fa - sol (elle attache faussement un épisème vertical ( | ), qui n'exista jamais dans les manuscrits médiévaux[3],[12], au son fa ; elle souligne la deuxième note par cet épisème, vraisemblablement faute de connaissance au regard de la fonction correcte de l'oriscus[a 7].

## Usage
Les Éditions de Solesmes soulignent que ce livre de chant est destiné aux maîtres de chœur, aux spécialistes et aux musicologues.
D'abord, la nécessité de l'interprétation sémiologique est aujourd'hui très bien comprise. Surtout, le chant grégorien authentique n'était jamais un plain-chant, sauf après la Renaissance. En revanche, il s'agit d'un chant effectivement mélodique et rythmique pour lequel il faut consulter les neumes anciens.
Ensuite, les neumes anciens, notamment ceux de Saint-Gall, ne sont pas difficiles à comprendre et à apprendre. Certes, il existe de nombreuses fonctions secondaires et parfois des ambiguïtés, même dans les notations sangalliennes. Mais essentiellement, ces dernières sont assez logiques et même mathématiques. Donc en Belgique, au Centrum Gregoriaans Drongen à Tronchiennes où jusqu'à trois ans de cours grégoriens sont disponibles, même les débutants commencent à apprendre les neumes sangalliens avec lesquels les cours sont enseignés.
Enfin, les éditions critiques du livres de chant, remaniées selon les neumes anciens, ne sont pas encore complétées. L'abbaye Saint-Pierre de Solesmes sortit déjà la série Antiphonale monasticum. Néanmoins, celle-ci n'est pas adaptée aux paroisses et à leur célébration de la messe. Encore faudra-t-il bénéficier du Graduale Triplex, jusqu'à ce que soient parachevées les publications de l'Antiphonale romanum de l'abbaye de Saint-Pierre ainsi que du Graduale novum du Vatican (liste des livres liturgiques du chant grégorien). Nonobstant, il est certain que le Graduale Triplex, qui ne compte qu'un seul tome, contient déjà les meilleurs neumes anciens, en dépit de nombreuses méprises de sa notation à gros carrés. Il est possible que ce livre de chant soit révisé dans l'avenir, avec des meilleures notations neumatiques, car ce livre sera encore capable de satisfaire l'objectif de Dom Cardine :

« Il faut reconnaître cependant qu'un musicien moderne ira d'instinct chercher les meilleurs chefs-d'œuvre, et il les rencontrera certainement dans les mélodies originales. Dans ces mélodies il ne trouvera plus seulement des toiles de fond, d'un dessin parfait et de couleurs volontairement neutres, devant lesquelles peuvent être évoqués les sentiments les plus variés, mais un décor pleinement adapté au sens des paroles qu'il s'agit de mettre en valeur. »

— Dom Eugène Cardine, Vue d'ensemble sur le chant grégorien, p. 8

## Postérité
- 1985 : Offertoriale Triplex, Abbaye Saint-Pierre de Solesmes  (ISBN 978-2-85274-042-6)

offertoire suivi des neumes de Laon Ms 239 et de ceux d'Einsiedeln Ms 121, tel le Graduale Triplex ; toutefois, édité entre 1964 et 1965 sur le modèle du Graduel neumé (1966), il ne s'agit pas d'édition critique, mais destiné à l'usage privé.
- 2011 : Graduale novum, tome I De dominicis et festis, Con Brio et Libreria editrice Vaticata, Ratisbonne et Vatican  (ISBN 978-3-940768-15-5)

premier tome de l'édition critique du graduel sorti par le Saint-Siège, et accompagné des neumes de Laon Ms 239 et de ceux de Saint-Gall, tout comme le Graduale Triplex ; édité par des anciens élèves de Dom Cardine auprès de l'Institut pontifical de musique sacrée, sous la direction de Dom Johannes Berchmans Göschl.